# Ocean Racing Technology
A Ocean Racing Technology (ORT) foi uma equipa portuguesa de automobilismo de propriedade do piloto Tiago Monteiro e do empresário José Guedes é a única equipa de capitais portugueses que competiu nos campeonatos de GP2 Series e na GP3 Series, que participou também nos campeonatos de GP2 Main Series e GP2 Asia Series. Foi formada no final de 2008, após a aquisição da BCN - Barcelona Competicion do argentino Enrique Scalabroni, antigo Team Manager da Scuderia Ferrari. A BCN era uma equipa que nunca tinha vencido na GP2 (dois pódios em quatro temporadas). 
O piloto e o empresário criaram uma estrutura de raiz, com profissionais reconhecidos, e que rapidamente começou a ter resultados de destaque, naquela que se tornou a equipa portuguesa de automobilismo a competir ao mais alto nível.
Logo na época de estreia a Ocean afirmou-se ao colocar-se desde o início da temporada na disputa dos primeiros lugares. Logo na sua segunda corrida do Campeonato, no Mónaco dominou a corrida até 5 voltas do fim, só não triunfando devido a uma quebra da transmissão. Por isso, não é de estranhar que a primeira vitória tenha surgido em Spa-Francorchamps, um dos circuitos mais exigentes do campeonato e onde Álvaro Parente se superiorizou aos restantes pilotos, conquistando também a pole-position para a primeira corrida e a volta mais rápida. Na sua primeira época marcada apesar de penalizada por vários casos alheios à equipa e que comprometeram a prestação dos dois pilotos, Parente terminou o campeonato em 8º, enquanto a Ocean ficou com o 9º lugar na tabela de equipas e a apenas três pontos do 5º lugar.

## Resultados
| GP2 Series Resultados | GP2 Series Resultados | GP2 Series Resultados | GP2 Series Resultados | GP2 Series Resultados | GP2 Series Resultados | GP2 Series Resultados | GP2 Series Resultados | GP2 Series Resultados | GP2 Series Resultados |
| Ano                   | Carro                 | Pilotos               | Vitórias              | Pódios                | Poles                 | Fast Laps             | Pontos                | C. Pilotos            | C. Equipa             |
| --------------------- | --------------------- | --------------------- | --------------------- | --------------------- | --------------------- | --------------------- | --------------------- | --------------------- | --------------------- |
| 2009                  | Dallara-Mecachrome    | Álvaro Parente        | 1                     | 1                     | 1                     | 1                     | 30                    | 8º                    | 9º                    |
| 2009                  | Dallara-Mecachrome    | Karun Chandhok        | 0                     | 1                     | 0                     | 1                     | 10                    | 18º                   | 9º                    |

| 2009 | Dallara-Mecachrome | Yelmer Buurman    |
| 2009 | Dallara-Mecachrome | Fabrizio Crestani |